# فرانسیسکو کورتس خونکوسا
فرانسیسکو کورتس خونکوسا (اسپانیایی: Francisco Cortés Juncosa‎؛ زادهٔ ۲۹ مارس ۱۹۸۳) بازیکن هاکی روی چمن اهل اسپانیا است که در مسابقات کشوری و بین‌المللی در مجموع برندهٔ ۱ مدال طلا، ۵ مدال نقره، ۳ مدال برنز شده‌است.